# Estación de Nulles-Bráfim
Nulles-Bráfim (en catalán y según Adif Nulles-Bràfim) es un apeadero ferroviario situado en el municipio español de Nulles, en la provincia de Tarragona, comunidad autónoma de Cataluña. Cuenta con servicios de media distancia.

## Situación ferroviaria
Se encuentra ubicada en el punto kilométrico 11,9 de la línea férrea de ancho ibérico que une Madrid con Barcelona a 230,5 metros de altitud, entre las estaciones de Valls y de Vilabella. El kilometraje de la línea sufre varios reinicio (en Zaragoza, Lérida y La Plana-Picamoixons) al basarse en antiguos trazados que unidos dan lugar a la línea entre Madrid y Barcelona. 

## Historia
El ferrocarril llegó a Nulles desde el este, a principio de 1883 con la apertura del tramo Valls-Calafell de la línea que pretendía unir Barcelona con Valls aunque finalmente se prolongó hasta Picamoixons. Para la construcción de esta línea férrea se creó en 1878 la Compañía del Ferrocarril de Valls a Vilanova y Barcelona. En 1881, la titular de la concesión cambió su nombre a compañía de los Ferrocarriles Directos de Madrid y Zaragoza a Barcelona persiguiendo con ello retos mayores que finalmente no logró alcanzar ya que acabó absorbida por la Compañía de los ferrocarriles de Tarragona a Barcelona y Francia o TBF en 1886. Esta a su vez acabó en manos de la gran rival de Norte, MZA, en 1898. MZA mantuvo la gestión de la estación hasta que en 1941 se produjo la nacionalización del ferrocarril en España y todas las compañías existentes pasaron a integrarse en la recién creada RENFE. 
Desde el 31 de diciembre de 2004 Renfe Operadora explota la línea mientras que Adif es la titular de las instalaciones ferroviarias.

## La estación
Se ubica al noreste de Nulles y a algo menos de seis kilómetros de Brafim que se encuentra al noreste de la primera. Aunque funciona como un apeadero sigue contando con su edificio para viajeros original formado por un cuerpo central de dos alturas y dos pequeños anexos laterales. Luce vanos adintelados y de arco rebajado. La parte superior, además, está decorada con un largo balaustre y un frontón semicircular ornado con escudos y molduras. Al recinto accede únicamente la vía principal a la que da servicio un andén lateral.

## Servicios ferroviarios

### Media Distancia
Los servicios de Media Distancia que ofrece Renfe tienen como principales destinos Barcelona y Lérida.
| Línea MD | Trenes                   | Origen/Destino                       |  | Destino/Origen                                       | Equivalente Rodalies de Catalunya |
| -------- | ------------------------ | ------------------------------------ |  | ---------------------------------------------------- | --------------------------------- |
| 35       | Regional Regional Exprés | Lérida Pirineos La Plana-Picamoixons |  | Barcelona-Estación de Francia San Vicente de Calders |                                   |